# Опел Инсигния
„Опел Инсигния“ (Opel Insignia) е модел големи автомобили (сегмент D) на германския производител „Опел“.
Въведен в производство през 2008 година, той заменя предходните модели „Опел Вектра“ и „Опел Сигнум“ и през следващата година е обявен за европейски „Автомобил на годината“. През 2017 година започва да се произвежда второ поколение на модела, с по-дълга база и базирано на следваща версия на платформата „GM Epsilon“ на „Дженеръл Мотърс“.
На някои пазари моделът се продава под други търговски марки – като „Воксхол Инсигния“ във Великобритания, „Буик Регал“ в Америка и Азия, „Холдън Инсигния“ („Холдън Комодор“ за второто поколение) в Австралия.
Производството на модела е спряно през 2022 година поради намаляващи продажби в световен мащаб, преминаването на Опел в Стелантис и несъвместимостта на модела с бъдещите планове за електрификация на всички модели на марката.